# Macuspana (kommun)
Macuspana är en kommun i Mexiko.   Den ligger i delstaten Tabasco, i den sydöstra delen av landet, 700 km öster om huvudstaden Mexico City. Antalet invånare är 153 132. Arean är 2 552 kvadratkilometer.
Terrängen i Macuspana är varierad.
Följande samhällen finns i Macuspana:
- Macuspana
- Ciudad Pemex
- Belén
- Aquiles Serdán
- Aquiles Serdán (San Fernando)
- Buenavista
- La Escalera
- Apasco
- Nueva División del Bayo
- Palomas
- Monte Largo 1ra. Sección
- Buena Vista
- José Colomo
- Ignacio Zaragoza
- La Ceiba
- Nueva Esperanza
- El Bayo 1ra. Sección
- Francisco Villa
- Profesor Caparroso 1ra. Sección
- Limón 1ra. Sección Sector B
- Emiliano Zapata 2da. Sección
- Lerdo de Tejada 2da. Sección
- El Bayo 2da. Sección
- Francisco Javier Mina
- Hermenegildo Galeana
- Las Ferias
- Vernet 4ta. Sección
- Simón Sarlat
- Trinidad Malpica Hernández
- Linda Vista
- San Juan Bautista
- Santa Lucía
- Ignacio Manuel Altamirano 1ra. Sección
- Vernet 6ta. Sección
- San Francisco
- Alto Tulijá 2da. Sección
- El Mango
- Tomás Garrido Canabal
- Paraíso
- Mariano Matamoros
- Corralillo 2da. Sección
- El Regocijo
- El Chinalito
- Carlos Greene 1ra. Sección
- Gustavo A. Madero
- Allende Alto 1ra. Sección
- Los Naranjos 2da. Sección
- José López Portillo
- San José
- Melchor Ocampo 3ra. Sección
- Xicotencatl
- Castro y Güiro
- Tierra Colorada
- Miguel Allende
- El Corchal
- Rovirosa
- Alto Tulijá 1ra. Sección
- Vernet Sierra de Guadalupe
- Tulijá Sección Chinal
- Los Arbolitos
- Celia González de Rovirosa
- Narciso Mendoza
- Bajo Allende 1ra. Sección
- Andrés García
- Los Güiros
- El Venadito
- Benito Juárez Sección Panzillal
- Nabor Cornelio
- La Y Griega